# 李成林 (1904年)
李成林（1904年—1936年），原名金东轼，幼名金东植，曾用名金大伦、孙靖海，朝鲜族，密山抗日游击队创始人之一，曾任抗日救国军宣传部长、中共密山县委宣传部长、中共勃利县委书记等职，牺牲前被提名为中共松江省委（北满省委）书记。 

## 早年生涯
1904年，李成林出生于朝鲜咸镜南道咸州郡东川面的一个贫苦家庭，是家中独子。1914年，他随家人迁往苏联滨海边疆区。全家人后于1917年搬至中国松江省宁安县务农。1922年，他考入位于宁安县城的宁安吉林省立第四中学。读中学期间，他在1924年加入了“满洲共产青年同盟”，参加革命宣传运动，1925年中学毕业。:108-109
1926年，李成林前往广州黄埔军校四期学习。1927年四一二事件后，他返回宁安县，以教书为掩护开展革命运动，1930年春被逮捕，同年夏被营救出狱。同年7月，他被吸收加入中国共产党。此后，他在中共宁安县工农义勇队做宣传工作。同年秋，他与中共宁安县委宣传部长姜哲山（朴凤男）一起发动当地农民开展了减租减息斗争和秋收暴动:109-110。

## 救国军宣传部长
1931年九一八事变后，李成林开始担任中韩反日会副会长，同年底当选中共宁安中心县委委员:109-110。此后，他经李延禄介绍被中共东满特委派到王德林的救国军做政治工作，任救国军总部宣传部长，化名“金大伦”:185-186。
1932年初，李成林随救国军转移至穆棱。在他的主持下，救国军宣传部创办了《在前线上》刊物，并通过办夜校向群众宣传抗日救国思想。同年夏，救国军转移到东宁县后，他修建了一个简易印刷厂并创办了《救国日报》。1932年8月，王德林收到蒋介石“八月剿共密电”后，李成林等6人被救国军副总指挥孔宪荣扣押，宣传部也被解散。在李延禄的周旋下，李成林等6人后被释放。:111-112

## 密山游击队
1932年11月，李成林被派往新成立的中共密山县委任宣传部长（县委书记朴凤男）。他开始使用“李成林”这个化名。1933年，他与县委其它人员一起组建了中共勃利特支，后又改组成为勃利区委。与此同时，他还与县委其它人员一起创建了密山县反日总会，并兼任哈达河反日会会长。:112-113:186
1934年3月，李成林与朴凤男等人一起创建了“密山抗日游击队”。游击队员大部分是朝鲜族，为扩大在汉族群众的影响，推选张宝山任队长，金伯万任副队长。由于受到当时王明关门主义路线影响，游击队很快陷入困境。旧兵出身的张宝山带10余名队员叛变。李成林受中共吉东特委委派对游击队进行了整顿，由党员朱守一任队长，金伯万继续任副队长，并将游击队改名为“密山赤色游击队”。1934年，该游击队被改编为东北抗日同盟军第四军第二团。:114-115

## 勃利县委书记
1934年夏初，李成林被调任中共密山县委勃利区委书记。期间，他先后在勃利区委建立了3个党支部，将党员人数从10余人发展到40余人。同年10月，勃利区委被改组为中共勃利县委，李成林任县委书记。他又先后在大四站、城区、小五站和古城镇建立起三个区委。此外，他还与大四站反日会负责人孙靖宇结拜为兄弟，化名“孙靖海”。孙靖宇的父亲孙海道是保长。1935年3月，他联合孙海道的自卫团和山林队成立了一支200余人的联合抗日自卫队。:115-116:186-187:282
李成林任勃利县委书记期间，东北抗日联军第三军、四军、五军都在勃利县及其周边地区活动。他积极帮助抗联各部队解决困难，提供兵源、情报、物资，并奉命指导东北抗日同盟军第四军改编成为东北抗联第四军。1936年3月，中共中央驻满洲省委决定撤销中共满洲省委，成立松江省委（即1936年9月成立的中共北满省委）等省委。李成林被提名为中共松江省委书记。同年6月，他与抗联四军二团副官刘喜一起从勃利县大四站前往依兰县开会，途径马粪包沟（今勃利县大四站镇福兴村）时遭土匪袭击牺牲，时年32岁。:116-118:283

## 纪念
- 李成林牺牲地七台河市勃利县大四站镇福兴村建有李成林墓[6]，以及李成林烈士纪念碑。1992年，纪念碑被迁至西山烈士陵园。[7]
- 2009年7月，李成林烈士牺牲地被列为县级重点文物保护单位和县级爱国主义教育基地。[7]